# Fred Arbanas
Fred Arbanas (Detroit, 14 gennaio 1939 – Kansas City, 16 aprile 2021) è stato un giocatore di football americano statunitense che ha militato nel ruolo di tight end nella American Football League (AFL) e nella National Football League (NFL).

## Carriera
Arbanas fu scelto dai Dallas Texans dell'American Football League (i futuri Kansas City Chiefs) nel settimo giro (54º assoluto) del Draft AFL 1961 e dagli Arizona Cardinals della National Football League nel secondo giro (22º assoluto) del Draft NFL 1961.
Optò per firmare con i Texans per la stagione 1961 ma perse tutta l'annata a causa della rottura di una vertebra della schiena. Iniziò così a giocare l'anno successivo e per otto stagioni non saltò nemmeno una partita.
Arbanas fu selezionato come All-Star da The Sporting News nel 1963, 1964 e 1966. La sua quarta stagione, uella del 1964, fu la sua più produttiva con 34 ricezioni per 686 yard (a una media di 20,2 l'una) e 8 touchdown, tutti primati personali.
Tuttavia, il 1964 segnò anche un punto di svolta nella sua vita quando, a dicembre, fu brutalmente attaccato da due uomini su un marciapiede di Kansas City. Nel gennaio 1965 perse la vista ad un occhio, facendogli saltare l'All-Star Game. Grazie alla sua perseveranza fu però una delle colonne di una delle migliori squadre nella storia della AFL.
Arbanas disputò due Super Bowl con i Chiefs, vincendo la quarta edizione contro i Minnesota Vikings 23-7 nell'ultimo incontro prima che le leghe rivali si fondessero.
Arbanas scrisse in campo parte della storia della AFL. "Ricordo quando i Chiefs affrontarono i Chicago Bears l'estate dopo la sconfitta contro Green Bay nel primo Super Bowl", disse il proprietario Lamar Hunt. "Vincemmo la partita 66-24 ma c'era molto in ballo in quella partita. Sentii dire a Fred che fu la sua miglior partita e anch'io la penso così."
Arbanas si ritirò dal football professionistico dopo avere disputato sei partite con i Chiefs nel 1970. Fu il prototipo del tight end della AFL: le sue 198 ricezioni e 3 101 yard furono record di franchigia superati solo decenni dopo da Tony Gonzalez. Fu anche inserito nella formazione ideale di tutti i tempi della AFL.

## Palmarès

### Franchigia
Super Bowl : 1
Kansas City Chiefs: IV
- Campionati AFL : 3

Dallas Texans: 1962
Kansas City Chiefs: 1966, 1969

### Individuale
- AFL All-Star

1962–1965, 1967
- All-AFL: 6

1962–1967
- Kansas City Chiefs Hall of Fame
- Formazione ideale di tutti i tempi della AFL